# Lug (Beočin)
Pour les articles homonymes, voir Lug.
Lug (en serbe cyrillique : Луг) est un village de Serbie situé dans la province autonome de Voïvodine. Il fait partie de la municipalité de Beočin dans le district de Bačka méridionale. Au recensement de 2011, il comptait 709 habitants.
Lug est une communauté locale, c'est-à-dire une subdivision administrative, de la municipalité de Beočin.

## Géographie

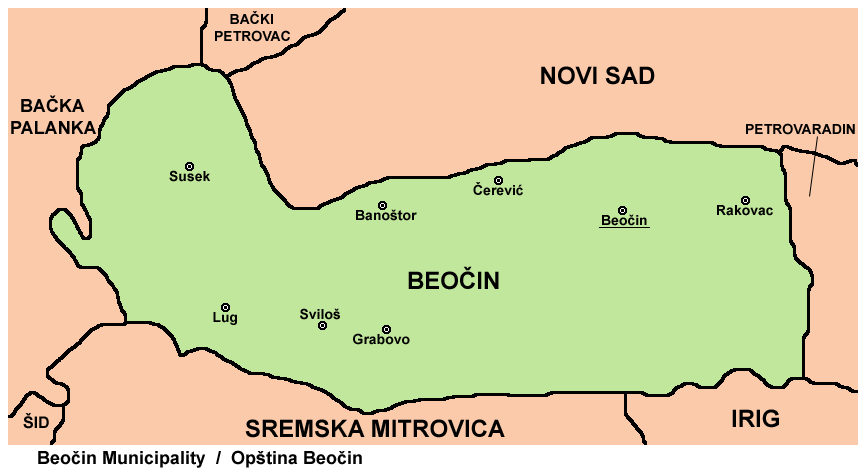
Localisation de Lug dans la municipalité de Beočin

Lug se trouve dans la région de Syrmie, dans le massif de la Fruška gora et à proximité du Danube ; le village est situé sur la route Novi Sad-Beočin-Ilok, à 5 kilomètres du village de Susek.

## Histoire
L'origine du village remonte à la fin du XIXe siècle, quand le propriétaire du domaine, le comte Odescalchi, a fait venir des Slovaques de la Bačka, originaires de Bački Petrovac, de Gložan et de Kulpin, pour travailler comme bûcherons dans les forêts du secteur. Au début, les ouvriers séjournaient dans le domaine de façon saisonnière. En 1901, avec l'autorisation du comte, les bûcherons firent venir leur famille et fondèrent le village actuel ; après le défrichage de la forêt, ils travaillèrent comme agriculteurs sur les terres devenues arables. En 1910, le village comptait 371 habitants.

## Démographie

### Évolution historique de la population
| 1948 | 1953 | 1961 | 1971 | 1981 | 1991 | 2002 | 2011 |
| ---- | ---- | ---- | ---- | ---- | ---- | ---- | ---- |
| 673  | 733  | 764  | 775  | 824  | 864  | 801  | 709  |

|  |

### Données de 2002
Pyramide des âges (2002)
En 2002, l'âge moyen de la population était de 35,4 ans pour les hommes et 35,8 ans pour les femmes.
Répartition de la population par nationalités (2002)
En 2002, Lug était habité par une large majorité de Slovaques (96,37 %)

### Données de 2011
En 2011, l'âge moyen de la population était de 39,9 ans, 38,5 ans pour les hommes et 41,6 ans pour les femmes. Lug est une des communautés locales les plus « jeunes » de la municipalité de Beočin.

## Éducation et culture
Lug dispose d'une école élémentaire (en serbe : osnovna škola), l'école Jovan Popović, où l'enseignement est dispensé en slovaque et en serbe, ainsi qu'une salle de lecture.
L'association culturelle et artistique slovaque Mladost a été officiellement créée en 1984 ; elle propose notamment des activités autour de la musique, de la danse, du chant et du théâtre, dans le but de maintenir les traditions et les danses des Slovaques de Voïvodine. En 1990 et 2001, le village a accueilli le festival de danse slovaque Tancuj, tancuj.

## Vie locale
Lug dispose d'un bureau de poste, d'un centre médical et de quelques magasins ; on y trouve aussi un club de football, le FK Poljana, une société de chasse et une association d'apiculteurs.

## Économie

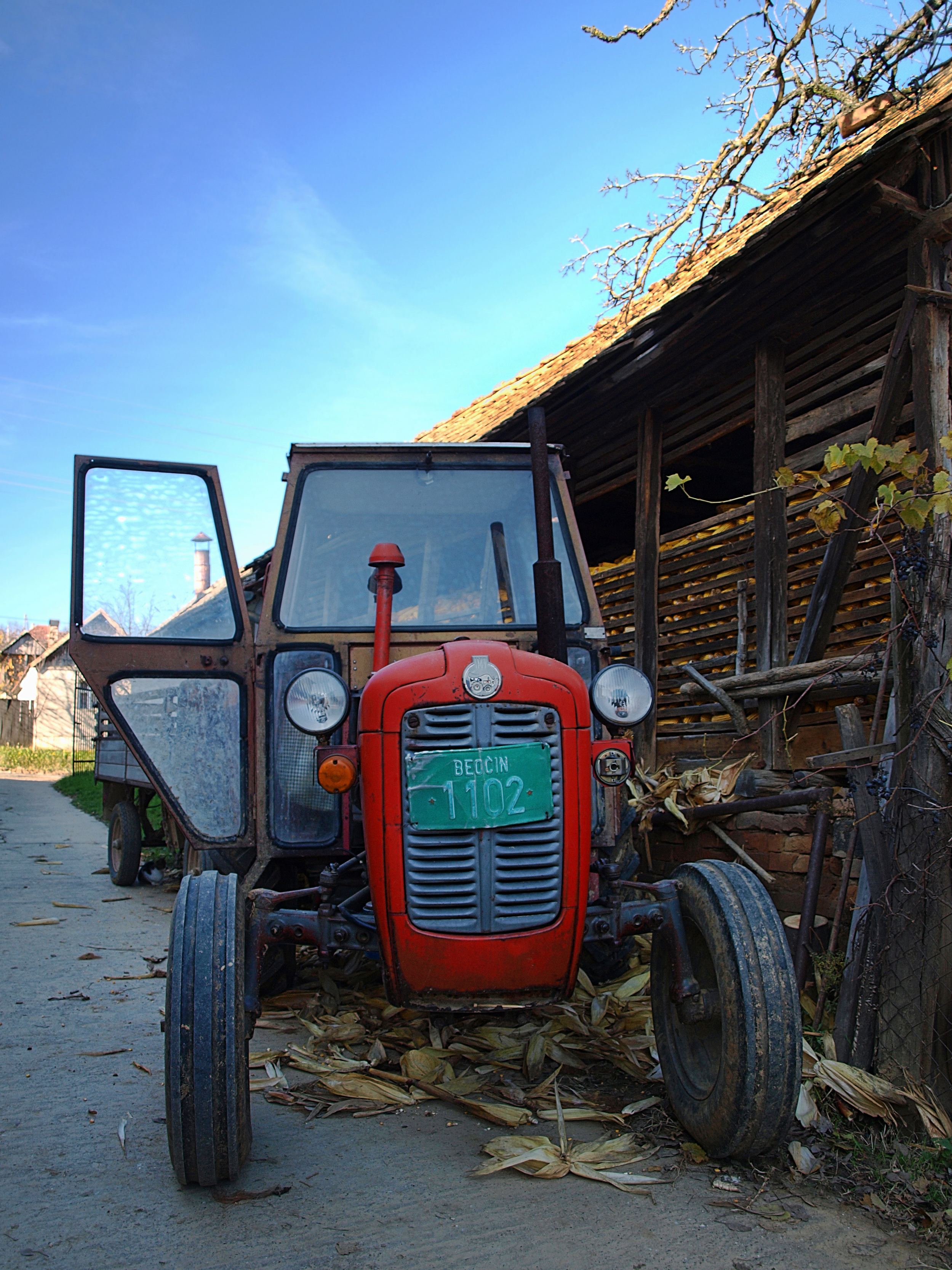
Lug au moment de la moisson

La plupart des habitants de Lug travaillent dans le secteur de l'agriculture.

## Tourisme
Lug abrite une église évangélique et un cimetière rural, situé sur une hauteur, avec des tombes portant des inscriptions en langue slovaque.